# Meghann Shaughnessy
Meghann Shaughnessy (Richmond (Virgínia), 13 de abril de 1979) é uma ex-tenista profissional estadunidense.

## WTA Finais

### Simples 10 (6–4)
| Legenda: Antes 2009     | Legenda: Depois de 2009 |
| ----------------------- | ----------------------- |
| Grand Slam (0/0)        |                         |
| Olimpíadas (0/0)        |                         |
| WTA Championships (0/0) |                         |
| Tier I (0/0)            | Premier Mandatory (0/0) |
| Tier II (1/3)           | Premier 5 (0/0)         |
| Tier III (1/1)          | Premier (0/0)           |
| Tier IV & V (4/0)       | International (0/0)     |

| Resultado | N. | Data              | Torneio             | Piso        | Oponente            | Placar        |
| Campeã    | 1. | 22 Outubro 2000   | China Open, China   | Duro (i)    | Iroda Tulyaganova   | 7–6, 7–5      |
| Vice      | 1. | 4 Março 2001      | Scottsdale, EUA     | Duro        | Lindsay Davenport   | 2–6, 3–6      |
| Vice      | 2. | 6 Maio 2001       | Hamburgo, Alemanha  | Saibro      | Venus Williams      | 3–6, 0–6      |
| Campeã    | 2. | 23 Setembro 2001  | Quebec City, Canadá | Carpete (i) | Iva Majoli          | 6–1, 6–3      |
| Vice      | 3. | 12 Janeiro 2002   | Sydney, Austrália   | Duro        | Martina Hingis      | 2–6, 3–6      |
| Campeã    | 3. | 11 Janeiro 2003   | Canberra, Austrália | Duro        | Francesca Schiavone | 6–1, 6–1      |
| Vice      | 4. | 19 Fevereiro 2005 | Memphis, EUA        | Duro (i)    | Vera Zvonareva      | 6–7(3), 2–6   |
| Campeã    | 4. | 21 Maio 2006      | Rabat, Marrocos     | Saibro      | Martina Suchá       | 6–2, 3–6, 6–3 |
| Campeã    | 5. | 26 Agosto 2006    | Forest Hills, EUA   | Duro        | Anna Smashnova      | 1–6, 6–0, 6–4 |
| Campeã    | 6. | 16 Junho 2007     | Barcelona, Espanha  | Saibro      | Edina Gallovits     | 6–3, 6–2      |